# Los Guájares
Los Guájares là một đô thị ở tỉnh Granada, cộng đồng tự trị Andalusia, Tây Ban Nha. Theo điều tra dân số 2004 của Viện thống kê Tây Ban Nha (INE), đô thị này có dân số là người. Diện tích đô thị này là 89,32 ki-lô-mét vuông. Đô thị này nằm ở độ cao 280 m trên mực nước biển.
Các đô thị giáp ranh: Albuñuelas, El Valle, El Pinar, Vélez de Benaudalla, Salobreña, Molvízar, Ítrabo, Jete và Lentegí.